# Raión de Shevchenko (Kiev)
Raión de Shevchenko (en ucraniano: Шевченківський район) es un raión o distrito urbano de Ucrania, en la ciudad de Kiev. 
Comprende una superficie de 27 km².

## Demografía
Según estimación 2010 contaba con una población total de 233000 habitantes.